# Käpt’n Blaubär

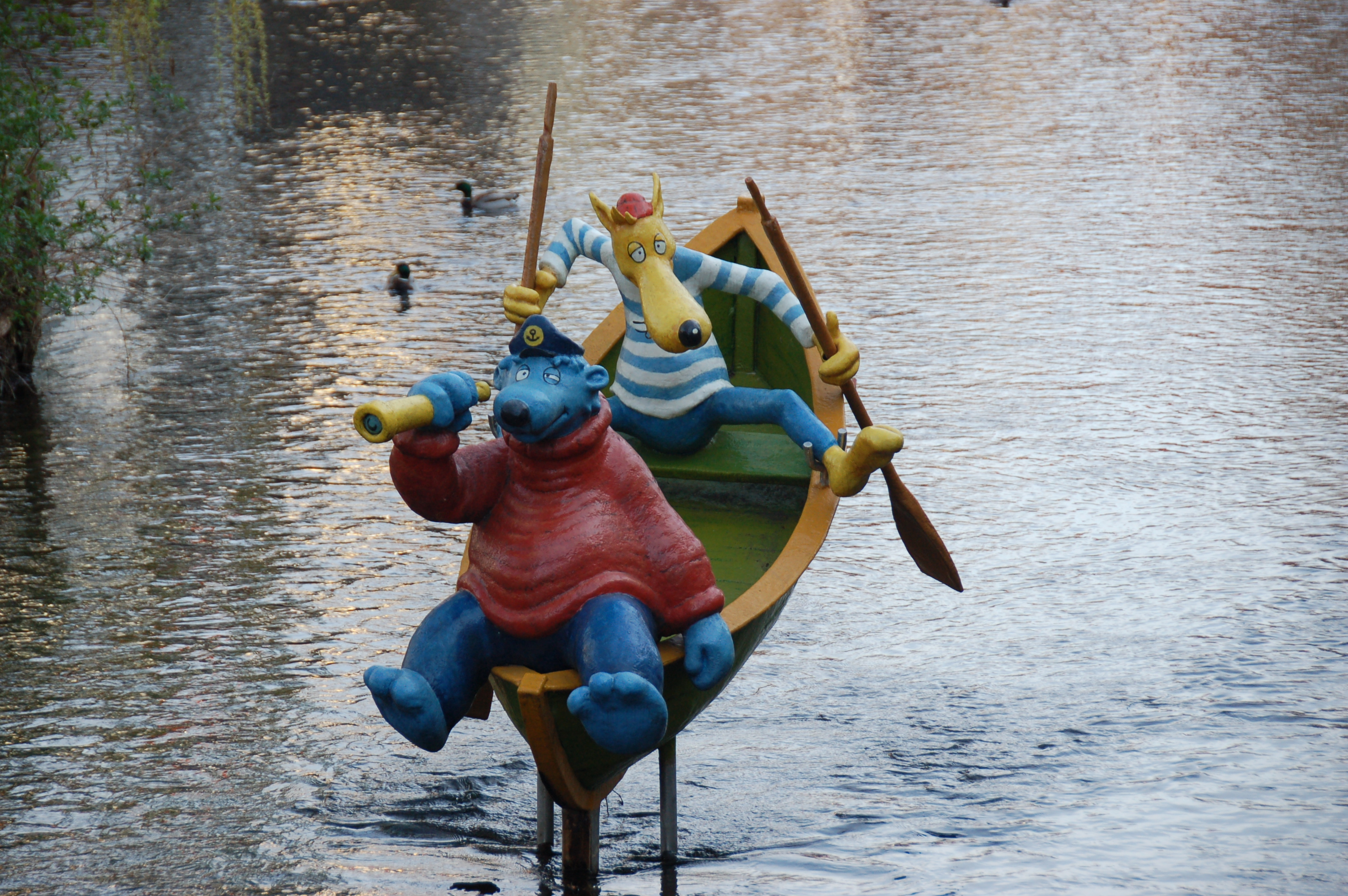
Käpt’n Blaubär und Hein Blöd auf der Gera in Erfurt

Käpt’n Blaubär ist eine Figur von Walter Moers, die einen menschenähnlichen Bären darstellt. Er wurde durch die Puppentrickserie Käpt’n Blaubärs Seemannsgarn in der Sendung mit der Maus bekannt. Käpt’n Blaubär bewohnt zusammen mit der Ratte Hein Blöd sowie seinen Enkelkindern, den Bärchen Gelb, Grün und Rosa, den gestrandeten Fischkutter Elvira, der in der Nähe des fiktiven Ortes Rumsrüttelkoog auf einer Felsklippe liegt. In einigen älteren Folgen tauchte außerdem der Pinguin Amundsen auf.

## Käpt’n Blaubärs Seemannsgarn
Die Sendereihe mit der Figur läuft seit 1991 regelmäßig in der Sendung mit der Maus, meistens am Ende der Sendung. Die einzelnen Episoden sind nur wenige Minuten lang. Insgesamt erschienen bis 2012 vier Staffeln, welche etwa 192 Episoden und mehrere Specials umfassen. Für die erste, 104 Folgen umfassende Staffel zeichneten dabei zu etwa gleichen Teilen Bernhard Lassahn, Rolf Silber und Walter Moers verantwortlich. Ab Staffel 2 wurden neue Puppen für Käpt’n Blaubär und die Bärchen eingesetzt, welche kräftigere Farben hatten als die vorherigen. Mit Verkauf der Rechte an die WDR Media Group wechselte auch das Autorenteam. Ab Staffel vier wurden die Zeichentrickeinspieler zudem rein digital erstellt.

### Handlung
Wesentlicher Lebensinhalt von Käpt’n Blaubär ist es, seinen Enkeln Seemannsgarn über seine zahlreichen Schiffsreisen zu erzählen. Während die Rahmenhandlung als Puppenspiel dargestellt wird, wird das Seemannsgarn in Form von Zeichentrickeinspielern als Rückblende dargestellt. Am Ende einer Geschichte, nach dem obligatorischen Protest der drei Enkel, dass alles gelogen sei, taucht oft ein schlagkräftiger Beweis für den Wahrheitsgehalt einer Geschichte auf. Auf ähnliche Weise ist jede Fernsehsendung mit Käpt’n Blaubär aufgebaut.

### Figuren
- Käpt’n Blaubär ist ein Bär mit dunkelblauem Fell. Er ist ein alter, offenbar im Ruhestand befindlicher Kapitän und erzählt gerne Geschichten aus seinem Leben als Seefahrer, die jedoch von seinen Enkeln als Seemannsgarn angesehen werden, auch wenn er am Ende der Geschichten meistens einen Beweis für deren Richtigkeit erbringt. Er ist gelassen und humorvoll und kümmert sich liebevoll um seine Enkel.[2]
- Hein Blöd ist eine Ratte mit gelb-orangefarbigem Fell und ein Leichtmatrose. Seinem Namen entsprechend fällt er meistens durch seine naiv-dämliche, tollpatschige Art auf, was den Käpt’n bisweilen sehr nervt, weshalb er ihn oft mit Schimpfwörtern wie „Hein, du Dösbaddel“ angeht. Dennoch ist er dem Käpt’n ein treuer Freund und Gehilfe und die beiden verstehen sich im Grunde gut.
- Die Enkel sind drei im Kindes- bis Jugendalter befindliche junge Bären. Sie haben keine Namen, sondern werden wie ihre Hautfarbe lediglich Gelb, Grün und Rosa genannt. Gelb und Grün sind Jungen, während Rosa mit ihrer Hautfarbe, Stimme und ihrem weiblicheren Auftreten ein Mädchen ist. Die drei hören sich regelmäßig die Geschichten des Kapitäns an und unterstellen ihm stets aufgrund des arg phantastischen und surrealen Inhalts der Geschichten, dass alles nur gelogen sei. Dennoch verstehen sie sich mit ihrem Opa im Grunde sehr gut.
- Amundsen ist ein Pinguin, der in älteren Folgen gelegentlich auftaucht. Er ist offenbar nach Roald Amundsen, einem Südpolforscher, benannt. Er ist meist fröhlich, allerdings wie Hein auch nicht sehr intelligent.

### Episodenliste
Die Folgennummerierung der Staffeln 1, 3 und 4 basiert auf der offiziellen Folgennummerierung des WDR.
Staffel 1 (1991–1993)
| Nr. (ges.) | Nr. (St.) | Originaltitel                                   | Zusammenfassung | Erstausstrahlung D |
| ---------- | --------- | ----------------------------------------------- | --- | ------------------ |
| 1          | 1         | Die Piratencreme                                | Die Bärchen entdecken eine Dose „Piraten-Creme“ (Der Name und das Design der Dose sind eine Anspielung auf Penaten-Creme), deren Anwendung eine spontane Verwandlung zum „potthässlichen Piraten“ auslöst. Die Creme wurde von Käpt’n Blaubär erfolgreich eingesetzt, um einem Überfall auf dem pazifistischen Ozean zu entkommen.                                                                                      | 24. Nov. 1991      |
| 2          | 2         | Käpt’n Seekrank und seine blöden Matrosen       | Erster Auftritt von Hein Blöd, dessen Bekanntschaft Käpt’n Blaubär während seiner Tätigkeit als Äquatorkontrolleur machte. In Erwartung großer Sachschäden versucht er, seine Wertgegenstände vor Heins Zugriff zu schützen. Die Bemühungen bleiben erfolglos, da Hein zufällig ein Wundergewehr mit 23 Rohren entdeckt und abfeuert.                                                                                   | 6. Okt. 1991       |
| 3          | 3         | Atlantis                                        | Käpt’n Blaubär erzählt die Geschichte der wasserscheuen Nichtschwimmer-Pinguine der Insel Atlantis, denen er als Oberbademeister das Schwimmen näher bringen sollte. Hein wollte die Ereignisse beschleunigen und versenkte mit der Begründung, dass Pinguine von Natur aus schwimmen könnten, die Insel. | 1991               |
| 4          | 4         | Der Zacken aus Neptuns Krone                    | Käpt’n Blaubär erregte auf einer seiner Fahrten das Missfallen des Meeresgottes Neptun, da er dessen Krone beschädigte. Die Enkel finden den abgebrochenen Zacken. | 1. Dez. 1991       |
| 5          | 5         | Robinson Blaubär                                | Der Spielfilm „Robinson Crusoe“ fällt wegen eines defekten Fernsehers aus, stattdessen erzählt der Käpt’n die Geschichte seines Ur-Ur-Ur-Schwipschwagers dritten Grades, Robinson Blaubär, der ebenfalls auf einer Insel strandete. Mit einer Dreiklang-Fußballtröte verjagte er Kannibalen und gewann dadurch die Treue deren Opfers „Aschermittwoch“.                                                                 | 15. Dez. 1991      |
| 6          | 6         | Der Flaschengeist                               | Käpt’n Blaubär besitzt den einzigen Flaschengeist der Welt, der nicht aus seiner Flasche herauskommen will. Dennoch besteht er auf seine drei Wünsche und verlangt für die zweifelnden Enkel drei Portionen Fischstäbchen, welche der Geist gewährt. | 31. Mai 1992       |
| 7          | 7         | Die Karnevalsinsel                              | Die Bärchen sind schlecht gelaunt. Käpt'n Blaubär tadelt sie, sie sollten froh sein, schlecht gelaunt sein zu dürfen, denn auf der Karnevalsinsel kämen sie dafür ins Gefängnis. Er war damals auf der Insel und hatte lange mitgefeiert, jedoch wurde er vom „Karnevalswasser“ betrunken. | 1992               |
| 8          | 8         | Das Gespensterschiff                            | In der Nacht tobt ein Gewitter um das Schiff herum und der Käpt’n sucht Zuflucht bei den Enkeln. Um ihnen die Angst zu nehmen, berichtet er, wie er einst heldenhaft eine Schiffsladung "Angsthasen" vor einem Unwetter und einem Gespensterschiff beschützte. Schließlich werden alle vier auf die Probe gestellt, als tatsächlich ein Gespenst erscheint: Es ist Hein Blöd, der ebenfalls keinen Schlaf gefunden hat. | 7. Juni 1992       |
| 9          | 9         | Der Nordpol                                     | Beim Aufräumen werden zwei Gegenstände gefunden: Zum einen der "Nordpol" in einer Flasche, um dessen Entdeckung der Käpt’n einst mit dem Polarforscher Hein Blödnussen wetteiferte, zum anderen ein Elchophon, das jederzeit einen Elch herbeirufen kann. | 1991               |
| 10         | 10        | Wellensalat                                     | Hein und der Käpt’n entdeckten unfreiwillig das Geheimnis der Wellenzwerge, die auf dem Grund eines vermeintlich erloschenen Vulkans die Wellen machen. Hein löste mit deren Wellenmaschine einen Wellensalat aus, seither schicken die Wellenzwerge Hein eine Welle ins Gesicht, sobald er sich in Wassernähe zeigt.                                                                                                   | 1991               |
| 11         | 11        | Der Lachkampf                                   | Käpt’n Blaubär erzählt von seiner Begegnung mit Käpt’n Zwerchfell, der ihn zu einem Lachkampf herausforderte. Selbstverständlich entschied Käpt’n Blaubär das Duell souverän für sich, woraufhin der unterlegene Käpt’n Zwerchfell sein Schiff versenkte. | 1991               |
| 12         | 12        | Der Rock’n Roll Kaiser von Pogo-Pogo            | Käpt’n Blaubär erprobte seine E-Gitarre auf einer Insel und löste damit eine Revolution der Eingeborenen gegen deren auf Blasmusik versessenen Kaiser Emil Oberkrainer den Ersten aus. Kurze Zeit später wurde der spontan zum Herrscher eingesetzte Käpt’n wegen dessen exklusiver Fokussierung auf E-Gitarren ebenfalls entthront.                                                                                    | 1991               |
| 13         | 13        | Unter dem Maulwurfsvulkan                       | – | 22. März 1992      |
| 14         | 14        | Superblödmann                                   | – | 8. Dez. 1991       |
| 15         | 15        | Blaukäppchen und der böse Wolf                  | – | 17. Jan. 1993      |
| 16         | 16        | Nullration                                      | – | 29. März 1992      |
| 17         | 17        | Der Flötenfänger von Hameln                     | – | 18. Apr. 1993      |
| 18         | 18        | Der größte Teppich der Welt                     | – | 29. Dez. 1991      |
| 19         | 19        | Die Säuglingsinsel                              | – | 22. Dez. 1991      |
| 20         | 20        | Die Krone der Schöpfung                         | – | 2. Mai 1993        |
| 21         | 21        | Ein trauriger Geburtstag                        | – | 2. Feb. 1992       |
| 22         | 22        | Das Bekenntnis                                  | – | 24. Jan. 1993      |
| 23         | 23        | Moviestar / Fett und Blöd                       | – | 6. Aug. 1992       |
| 24         | 24        | Zauberei                                        | – | 30. Aug. 1992      |
| 25         | 25        | Baron Münchhausen                               | – | 5. Apr. 1992       |
| 26         | 26        | Wenn der Elch kommt                             | – | 5. Jan. 1992       |
| 27         | 27        | Viel zu klein                                   | – | 31. Jan. 1993      |
| 28         | 28        | Der Piratenschein                               | – | 26. Apr. 1992      |
| 29         | 29        | Die Wolkenjäger                                 | – | 11. Jan. 1992      |
| 30         | 30        | Das wandelnde Lexikon                           | – | 20. Juni 1993      |
| 31         | 31        | Der Kalorienjäger                               | – | 7. Feb. 1993       |
| 32         | 32        | Der große Wurf                                  | – | 13. Sep. 1992      |
| 33         | 33        | Statue                                          | – | 19. Jan. 1992      |
| 34         | 34        | Das große Wahrsagen                             | – | 22. Aug. 1993      |
| 35         | 35        | Schwertfischkampf                               | – | 1. März 1993       |
| 36         | 36        | Vorsicht, Stiefelolm!                           | – | 13. Juni 1993      |
| 37         | 37        | Die Zeitmaschine                                | – | 25. Juni 1993      |
| 38         | 38        | Alles Käse                                      | – | 21. Feb. 1993      |
| 39         | 39        | Der Straßenkehrer von Monopolis                 | – | 28. Feb. 1993      |
| 40         | 40        | Der Schnarchkönig                               | – | 3. Mai 1992        |
| 41         | 41        | Der fliegende Schottländer                      | – | 9. Feb. 1992       |
| 42         | 42        | Die Fledermausinsel                             | – | 26. Jan. 1992      |
| 43         | 43        | Das achte Weltmeer                              | – | 7. März 1993       |
| 44         | 44        | Die Rache der Schwarzbären                      | – | 14. März 1993      |
| 45         | 45        | In der Schule für Nachwuchshaie                 | – | 21. März 1993      |
| 46         | 46        | Kleines Schiff voller Schrecken                 | – | 15. Nov. 1992      |
| 47         | 47        | Die Hühnermeuterei                              | – | 15. Mai 1993       |
| 48         | 48        | Pommes Frites                                   | – | 11. Okt. 1992      |
| 49         | 49        | Schlangenbeschwörer                             | – | 10. Mai 1992       |
| 50         | 50        | Heins alte Liebe                                | – | 20. Sep. 1992      |
| 51         | 51        | Der Badetag                                     | – | 17. Mai 1992       |
| 52         | 52        | Die Tunnelratten von Dover                      | – | 9. Mai 1993        |
| 53         | 53        | Die Weltformel                                  | – | 15. Aug. 1993      |
| 54         | 54        | Der liebste Opi der Welt                        | – | 29. Aug. 1993      |
| 55         | 55        | Opas Briefmarken                                | – | 18. Okt. 1992      |
| 56         | 56        | Eine ganz ruhige Geschichte                     | – | 14. Juni 1992      |
| 57         | 57        | Wie der Pinguin zu seinem Namen kam             | – | 21. Juni 1992      |
| 58         | 58        | Die Schlafkrankheit                             | – | 21. Juni 1992      |
| 59         | 59        | Der Maskenball                                  | – | 5. Juli 1992       |
| 60         | 60        | Die Ritter der Tafelrunde                       | – | 22. Nov. 1992      |
| 61         | 61        | 20.000 Millimeter unter dem Meeresspiegel       | – | 29. Nov. 1992      |
| 62         | 62        | Der Sonnenstich                                 | – | 6. Dez. 1992       |
| 63         | 63        | Der Seewolf                                     | – | 12. Juli 1992      |
| 64         | 64        | Bei der potthässlichen Königin Sabrina          | – | 25. Okt. 1992      |
| 65         | 65        | Duell mit Revolver Ringo                        | – | 27. Sep. 1992      |
| 66         | 66        | Im Woll-Wahn                                    | – | 23. Mai 1993       |
| 67         | 67        | Die traurigen Seegurken                         | – | 1. Nov. 1992       |
| 68         | 68        | Die Mahlsteine im Schwarzen Meer                | – | 2. Aug. 1992       |
| 69         | 69        | Eingewickelt                                    | – | 9. Aug. 1992       |
| 70         | 70        | Der singende Sägefisch                          | – | 8. Nov. 1992       |
| 71         | 71        | Die Qual des Wals                               | – | 19. Juli 1992      |
| 72         | 72        | Nasi-Goreng                                     | – | 5. Sep. 1993       |
| 73         | 73        | Nach uns die Sintflut                           | – | 28. März 1993      |
| 74         | 74        | Hypnose                                         | – | 12. Apr. 1992      |
| 75         | 75        | Das ewige Eis                                   | – | 8. Aug. 1993       |
| 76         | 76        | Der Schluckauf                                  | – | 26. Juli 1992      |
| 77         | 77        | Der Weihnachtselch                              | – | 4. Okt. 1992       |
| 78         | 78        | Hoch soll er leben                              | – | 16. Aug. 1992      |
| 79         | 79        | Eisbrecher                                      | – | 24. Mai 1992       |
| 80         | 80        | Die beste Medizin                               | – | 8. März 1992       |
| 81         | 81        | Auf heißer Spur                                 | – | 20. Dez. 1992      |
| 82         | 82        | Vom Bären der auszog, das Fürchten zu verlernen | – | 14. Feb. 1993      |
| 83         | 83        | Ein sprechender Vogel                           | – | 12. Sep. 1993      |
| 84         | 84        | Die Kampfmücke                                  | – | 27. Dez. 1992      |
| 85         | 85        | Durch die Wüste                                 | – | 3. Jan. 1993       |
| 86         | 86        | Das Bonsai-Männchen                             | – | 10. Jan. 1993      |
| 87         | 87        | Die Torte                                       | – | 17. Juli 1993      |
| 88         | 88        | Der Mann im Mars                                | – | 13. Dez. 1992      |
| 89         | 89        | Der Faustkampf                                  | – | 11. Juli 1993      |
| 90         | 90        | Der Regenmacher                                 | – | 4. Juli 1993       |
| 91         | 91        | Baäralus und Blödalus                           | – | 4. Apr. 1993       |
| 92         | 92        | Zu dämlich                                      | – | 16. Feb. 1992      |
| 93         | 93        | Der Eisbär                                      | – | 6. Juni 1993       |
| 94         | 94        | Luftschiffer                                    | – | 27. Juni 1993      |
| 95         | 95        | Bei den Liliputbären                            | – | 19. Sep. 1993      |
| 96         | 96        | Der Onkel aus Amerika                           | – | Aug. 1993          |
| 97         | 97        | Der große und der kleine Bär                    | – | 25. Apr. 1993      |
| 98         | 98        | Das Musical                                     | – | 26. Sep. 1993      |
| 99         | 99        | Dinosaurier                                     | – | 11. Apr. 1993      |
| 100        | 100       | Unsichtbar                                      | – | 19. Apr. 1992      |
| 101        | 101       | Die nette Nixe                                  | – | 23. Feb. 1992      |
| 102        | 102       | Piranhas                                        | – | 14. März 1992      |
| 103        | 103       | Das Irrlicht                                    | – | 30. Mai 1993       |
| 104        | 104       | Im Bermudadreieck                               | – | 23. Aug. 1992      |

Staffel 2 (1997–1998)
| Nr. (ges.) | Nr. (St.) | Originaltitel                           | Zusammenfassung | Erstausstrahlung D |
| ---------- | --------- | --------------------------------------- | --------------- | ------------------ |
| 105        | 1         | Gummierschnecken                        | –               | 1998               |
| 106        | 2         | Der blöde Mahlstrom                     | –               | 1998               |
| 107        | 3         | Hein vom Jupiter                        | –               | 1998               |
| 108        | 4         | Die fliegenden Pfannkuchen              | –               | 1998               |
| 109        | 5         | Old Soccer / Mannschaftsbrause          | –               | 1998               |
| 110        | 6         | Die Meerengenkontrolleure               | –               | 1998               |
| 111        | 7         | Das Rote Meer                           | –               | 1998               |
| 112        | 8         | Mondflecken                             | –               | ?                  |
| 113        | 9         | Das Hammerfest                          | –               | ?                  |
| 114        | 10        | Der Yeti                                | –               | ?                  |
| 115        | 11        | El Bärado im Goldfieber                 | –               | ?                  |
| 116        | 12        | Der Datenträger der Königin von England | –               | ?                  |
| ?          | 13        | Die Geschichtenpiraten                  | –               | ?                  |

Staffel 3 (1999)
| Nr. (ges.) | Nr. (St.) | Originaltitel                      | Zusammenfassung | Erstausstrahlung D |
| ---------- | --------- | ---------------------------------- | --------------- | ------------------ |
| 117        | 1         | Der Werbär                         | –               | 1999               |
| 118        | 2         | Der Witz                           | –               | 1999               |
| 119        | 3         | Die Zauberfarbe                    | –               | 1999               |
| 120        | 4         | Das große Fischstäbchen            | –               | 1999               |
| 121        | 5         | Ich und meine große Klappe         | –               | 1999               |
| 122        | 6         | Der Fluch                          | –               | 1999               |
| 123        | 7         | Der Poltergeist                    | –               | 1999               |
| 124        | 8         | UFO-Alarm                          | –               | 1999               |
| 125        | 9         | Der unsichtbare Hamster            | –               | 1999               |
| 126        | 10        | Die verbotene Tür                  | –               | 1999               |
| 127        | 11        | Dr. med. Blaubär                   | –               | 1999               |
| 128        | 12        | Der Holzbläser                     | –               | 1999               |
| 129        | 13        | Der Comicbär                       | –               | 1999               |
| 130        | 14        | Das Gelübde                        | –               | 1999               |
| 131        | 15        | Der eiserne Blaubär                | –               | 1999               |
| 132        | 16        | Der Stein des Doofen               | –               | 1999               |
| 133        | 17        | Die Albtraumfalle                  | –               | 1999               |
| 134        | 18        | Die Bratpfanneninsel               | –               | 1999               |
| 135        | 19        | Dr. Hein und Mr. Blöd              | –               | 1999               |
| 136        | 20        | Der Gefangene der Schlaraffeninsel | –               | 1999               |
| 137        | 21        | Das schwarze Loch                  | –               | 1999               |
| 138        | 22        | Das Dauerduschen                   | –               | 1999               |
| 139        | 23        | Die Schmatzinsel                   | –               | 1999               |
| 140        | 24        | Der Ritt auf dem Kometen           | –               | 1999               |
| 141        | 25        | Der schreckliche Heinrich          | –               | 1999               |
| 142        | 26        | Wie kommt das Salz ins Meer        | –               | 1999               |
| 143        | 27        | Schneller als der Schall           | –               | 1999               |
| 144        | 28        | Die blinden Passagiere             | –               | 1999               |
| 145        | 29        | Das Klabauterecho                  | –               | 1999               |
| 146        | 30        | Das Nordlicht                      | –               | 1999               |
| 147        | 31        | Die Tapetengespenster              | –               | 1999               |
| 148        | 32        | Alles schwarz-weiß                 | –               | 1999               |
| 149        | 33        | Der Zoo der ausgestorbenen Tiere   | –               | 1999               |
| 150        | 34        | Der Heuschnupfen                   | –               | 1999               |
| 151        | 35        | Jonas Reisen                       | –               | 1999               |
| 152        | 36        | Wie das Schiff auf die Klippe kam  | –               | 1999               |
| 153        | 37        | Der Uhrmacher in der Zeitfabrik    | –               | 1999               |
| 154        | 38        | Die Brille des Zyklopen            | –               | 1999               |
| 155        | 39        | Der Wolkenmacher                   | –               | 1999               |
| 156        | 40        | Die drei Muskebären                | –               | 1999               |
| 157        | 41        | Das Ungeheuer von Loch Nass        | –               | 1999               |
| 158        | 42        | Das hohe Z                         | –               | 1999               |
| 159        | 43        | Das Bathyskap                      | –               | 1999               |
| 160        | 44        | Blaubärs Gehirn                    | –               | 1999               |

Staffel 4 (2008–2012)
| Nr. (ges.) | Nr. (St.) | Originaltitel                         | Zusammenfassung | Erstausstrahlung D |
| ---------- | --------- | ------------------------------------- | --------------- | ------------------ |
| 161        | 1         | Planet BlödeÖde04                     | –               | ?                  |
| 162        | 2         | Butter-Kutter                         | –               | ?                  |
| 163        | 3         | Würmer, nichts als Würmer             | –               | ?                  |
| 164        | 4         | Ein Zwerg zuviel                      | –               | ?                  |
| 165        | 5         | Tiefenrausch 3                        | –               | ?                  |
| 166        | 6         | A.W.N.S.                              | –               | ?                  |
| 167        | 7         | Die schnellste Geschichte der Welt    | –               | ?                  |
| 168        | 8         | Tiefseedosen / Die Pest an Bord       | –               | ?                  |
| 169        | 9         | Halbe Sachen                          | –               | ?                  |
| 170        | 10        | Konfetti                              | –               | ?                  |
| 171        | 11        | Die Putzfraueninsel                   | –               | ?                  |
| 172        | 12        | Hakennasenpiraten                     | –               | ?                  |
| 173        | 13        | Die Erfindung des Rads / Rad erfunden | –               | ?                  |
| 174        | 14        | ?                                     | –               | ?                  |
| 175        | 15        | Briefwal – gelaufen                   | –               | ?                  |
| 176        | 16        | Ostern / Auf dem Ei-Land              | –               | ?                  |
| 177        | 17        | Der Weihnachtsbaum                    | –               | ?                  |
| 178        | 18        | Der Regenmacher                       | –               | ?                  |
| 179        | 19        | Die Supersuppe                        | –               | ?                  |
| 180        | 20        | Der Zirkus des Grauens                | –               | ?                  |
| 181        | 21        | Die Schrumpfsalbe                     | –               | ?                  |
| 182        | 22        | Warum ist Hein Blöd so blöd?          | –               | ?                  |
| 183        | 23        | Der König der Diebe                   | –               | ?                  |
| 184        | 24        | Der Geldsee / Im Kaurausch            | –               | ?                  |
| 185        | 25        | Herrscher der Welt                    | –               | ?                  |
| 186        | 26        | Die Leute in den Ritzen               | –               | ?                  |
| 187        | 27        | ?                                     | –               | ?                  |
| 188        | 28        | Planet der Blaubären                  | –               | ?                  |
| 189        | 29        | Spieglein, Spieglein                  | –               | ?                  |
| 190        | 30        | Der Lügenbold                         | –               | ?                  |
| 191        | 31        | Der Vergnügungsminister               | –               | ?                  |
| 192        | 32        | Bruderherz                            | –               | ?                  |

### Veröffentlichung
Teile der dritten Staffel wurden von der WDR Media Group auf DVD veröffentlicht. Des Weiteren sind (neu unterteilt in 8 Staffeln) alle 104 Folgen von Staffel 1 als Download unter anderem auf Amazon, iTunes und Google Play erhältlich.

## Auftritte in anderen Medien
Aufgrund des großen Erfolges in der Sendung mit der Maus wurden unter anderem verschiedene Fernsehsendungen, ein Roman sowie mehrere Musicals produziert.

### Verfilmung
Der abendfüllende Zeichentrickfilm Käpt’n Blaubär – Der Film (Regie: Hayo Freitag) erschien 1999 und wurde 2000 als Bester programmfüllender Kinderfilm mit dem Deutschen Filmpreis in Gold ausgezeichnet.

### Fernsehsendungen
Von 1993 bis 2001 lief im Ersten die Sendung Käpt’n Blaubär Club. In der Fernsehsendung wurde das Figurenrepertoire erweitert, so kamen die Blume Karin, eine anthropomorphe Blume in einem Blumentopf, sowie das Flöt, ein Fantasiewesen, das seinem Namen entsprechend Flötgeräusche macht, sowie als einziger regelmäßiger menschlicher Darsteller die Leichtmatrosin Billie (Sybille Waury), später ersetzt durch Anke (Mirjam Köfer), hinzu. Neben den Geschichten mit Käpt’n Blaubär werden auch verschiedene Kinderserien gezeigt.
Nach einer etwa einjährigen Pause wurde der Nachfolger Blaubär und Blöd von 2002 bis 2008 ausgestrahlt. Weitere Spin-offs sind der Käpt’n Blaubär Mini-Club (1994–1996), das Käpt’n Blaubär Magazin und die Käpt’n Blaubär-Geschichten.
In der Quizshow Frag doch mal die Maus gab es bis 2018 Einspieler, in denen Käpt’n Blaubär eine Geschichte erzählte, anschließend musste der jeweilige Block mittels Abstimmungsgeräten entscheiden, ob diese Geschichte wahr oder gelogen ist. Im Finale wurden noch einmal Blaubär-Fragen gestellt. Die Prominenten mussten sich dabei innerhalb von zehn Sekunden für eine Antwort entscheiden.
Seit Sommer 2015 gibt es in der Kabarettsendung Mitternachtsspitzen Dialoge mit Käpt’n Blaubär (Imitation der Stimme des Originalsprechers Wolfgang Völz durch Elmar Brandt), dessen Seemannsgarn bebildert wird mit eigens angefertigten neuen Legetrickanimationen.

### Roman
1999 veröffentlichte Walter Moers den Roman Die 13½ Leben des Käpt’n Blaubär. Er ist der erste Teil einer Romanserie, die auf dem fiktiven Kontinent Zamonien spielt. Der Roman stellt eine fiktive Autobiografie dar. Im Gegensatz zur Puppentrickserie richtet sich dieser Roman eher an Jugendliche und Erwachsene, und bis auf die Tatsache, dass Käpt’n Blaubär die Hauptfigur ist, gibt es auch sonst keinerlei Gemeinsamkeiten zwischen dem Roman und der TV-Serie oder dem Film.

### Musicals
2006 wurde das auf dem Roman von Walter Moers basierende und gleichnamige Musical Die 13½ Leben des Käpt’n Blaubär im Kölner Musical Dome uraufgeführt. Die Musik dazu stammt von Martin Lingnau, die Texte von Heiko Wohlgemuth.
Am 16. November 2008 hatte das Fernsehmusical Die drei Bärchen und der blöde Wolf im Ersten seine Erstausstrahlung. Für das Drehbuch dieser Sonderfolge erhielt Walter Moers 2009 den Bayerischen Fernsehpreis.
Am 26. Dezember 2009 wurde das zweite Fernsehmusical Abenteuer im Pizzawald erstmals ausgestrahlt.
Ab Herbst 2014 ging das Live-Musical mit dem Titel Käpt’n Blaubär – Das Kindermusical auf Tournee.

### Comicstreifen in Tageszeitungen
Ab 1994 erschienen Comics um die Käpt’n-Blaubär-Figur regelmäßig in verschiedenen Tageszeitungen (WAZ, Rheinzeitung, Die Rheinpfalz, Badisches Tagblatt, Leipziger Volkszeitung, Thüringer Allgemeine u. a.). Zeichner war Johann Kiefersauer, die Storyboards schrieb Peter Petri, der anfangs auch das Handlettering und die Kolorierung besorgte. Später kamen als Zeichner Graham Higgins (Birmingham) und als Texter Ralph Ruthe hinzu. Eine Auswahl dieser Comics erschien 1997 im Ehapa-Verlag Stuttgart gebunden im A4-Format und im A5-Taschenbuch-Format im Carlsen Verlag.

## Produktion und Synchronisation
Die Musik von über 190 Folgen Käpt’n Blaubärs Seemannsgarn und zahlreichen Folgen Käpt’n Blaubär Club sowie Blaubär und Blöd-Sendungen stammt beinahe ausschließlich vom Komponisten Peter W. Schmitt und wurden vom bss Musikverlag produziert. Die Geschichten selbst entwarf Walter Moers zusammen mit Bernhard Lassahn und Rolf Silber. Die Kameraführung wurde von Graham Tiernan und der Schnitt von Angelika Schaack übernommen. Zu den Puppenspielern zählten unter anderem Kirsten Roß, Bodo Schulte, Peter Geierhaas, Norbert Wöller, Axel Bahro und Bertram Schmitt. Puppenbauer war Carsten Sommer aus Köln, der von jeder Puppe etwa 4-5 Ausfertigungen anfertigte, da eine Puppe etwa zwei Jahre hielt. Dabei waren die Ausführungen der Puppen unterschiedlich komplex. So musste Hein Blöd etwa von 3 Puppenspielern gleichzeitig gespielt werden: Ein Puppenspieler führte die Hände, einer den Kopf und ein dritter steuerte über Kabelzüge die Augen und Augenlider. Die Bärchen hingegen hatten keine beweglichen Augen. Regie führten u. a. Christian Kapp, Wolfgang Lünenschloß, Jojo Wolf und Thomas Menke sowie Rudi Bergmann und Wolf-Armin Lange, welcher auch die künstlerische Gesamtleitung der Serie übernahm. Als Produzentin fungierte Brigitta Mühlenbeck. Die Aufnahmen fanden auf dem WDR-Gelände in Köln-Bocklemünd statt. Die Trickfilme wurden von Madbox Filmtrick aus Frankfurt angefertigt.
Die Charaktere in den verschiedenen Sendungen werden bzw. wurden von namhaften Schauspielern synchronisiert. Die Figuren der drei Bärchen haben wechselnde Sprecher, da sie von Kindern gesprochen werden.
- Käpt’n Blaubär: Wolfgang Völz
- Hein Blöd: Edgar Hoppe (bis 2008), Axel Olsson (ab 2009)[6]
- Grünes Bärchen: Fridolin Baldenius (Staffel 1)
- Gelbes Bärchen: Alexander von Süsskind (Staffel 1)
- Rosa Bärchen: Thea Frank (Staffel 1–2), Millie Forsberg (ab Staffel 3)
- Blume Karin: Edith Hancke
- Schnatterschnute: Peer Augustinski

## Auszeichnungen
1994 erhielt Walter Moers für Käpt’n Blaubär den Adolf-Grimme-Preis.

## Rechte
Die Rechte für Käpt’n Blaubär liegen bei der WDR mediagroup, die sie unter anderem an den Verlag Ravensburger und Walter Moers lizenziert hat. Sowohl der WDR, als auch Ravensburger produzieren dabei u. a. Tassen, Postkarten, Plüschtiere, Zeitschriften und Kassetten als Merchandising-Artikel. Von Tivola erschien das Käpt’n-Blaubär-Abenteuer Bannig auf Zack auf CD-ROM.

## Sonstiges
Figuren aus dem Käpt’n-Blaubär-Universum sind offizielle Maskottchen des Ravensburger Spielelands sowie eines Projektes zur Jugendverkehrserziehung des Bundesverkehrsministeriums. Auch die Postbank warb eine Zeit lang mit Käpt’n Blaubär und Hein Blöd.

Die Frachtbarkasse, die Helgoland mit der vorgelagerten Nachbarinsel Helgoland-Düne verbindet, trägt den Namen Hein Blöd.
Die Firma Bofrost brachte 1997 das Kochbuch Käpt’n Blaubär. Flunkerparty Kochspielbuch heraus. Darüber hinaus erschienen Sammelfiguren in mehreren Serien und diverse weitere Merchandise-Produkte.
Die Ärzte widmeten Käpt’n Blaubär einen nach ihm benannten Song, der als B-Seite auf der 2000 veröffentlichten Single Wie es geht sowie auf dem Bäst-of-Album veröffentlicht wurde.
Die Käpt’n-Blaubär- und die Hein-Blöd-Puppe sind im Museum für PuppentheaterKultur in Bad Kreuznach ausgestellt. Die Blaubär-Puppe konnte zudem vorübergehend im Rahmen einer Sonderausstellung in der Augsburger Puppenkiste betrachtet werden.
Haribo brachte im Jahr 2000 Figuren aus dem Käpt’n-Blaubär-Universum als Fruchtgummi heraus.